# FC Samtredia
Maillots
Le Football Club Samtredia (en géorgien : საფეხბურთო კლუბი სამტრედია), plus couramment abrégé en FC Samtredia, est un club géorgien de football fondé en 1936 et basé dans la ville de Samtredia.

## Historique
Le Sonavardo Samtredia est fondé en 1936. Il est renommé plusieurs fois : 
- FC Samtredia de 1991 à 1992,
- Lokomotivi Samtredia de 1992 à 1993,
- FC Samtredia de 1993 à 1997,
- Iberia Samtredia de 1997 à 2001,
- FC Samtredia de 2001 à 2004,
- Lokomotivi Samtredia de 2004 à 2006,
- FC Samtredia depuis 2006[2].

Sa meilleure performance en championnat est une deuxième place obtenue lors de la saison 1994-1995. Le club participe ainsi à sa première et seule campagne européenne, se concluant par une élimination dès le tour préliminaire de la Coupe UEFA 1995-1996 par le club macédonien du FK Vardar Skopje.
Le club accède pour la première fois à la finale de la Coupe de Géorgie en 2015 ; il est battu 5-0 par le Dinamo Tbilissi.

## Bilan sportif

### Palmarès
| \| - Championnat de Géorgie (1) : - Champion : 2016. - Vice-champion : 1994-95 et 2015-16. - Coupe de Géorgie : - Finaliste : 2014-15. \| \| - Supercoupe de Géorgie (1) : - Vainqueur : 2017. - Championnat de Géorgie D2 (2) : - Champion : 2008-09 et 2013-14. - Vice-champion : 1997-98. \| |  | |
| - Championnat de Géorgie (1) : - Champion : 2016. - Vice-champion : 1994-95 et 2015-16. - Coupe de Géorgie : - Finaliste : 2014-15. |  | - Supercoupe de Géorgie (1) : - Vainqueur : 2017. - Championnat de Géorgie D2 (2) : - Champion : 2008-09 et 2013-14. - Vice-champion : 1997-98. |

### Bilan européen
Note : dans les résultats ci-dessous, le score du club est toujours donné en premier.
| Saison    | Compétition         | Tour              | Club           | Domicile | Extérieur | Total |
| --------- | ------------------- | ----------------- | -------------- | -------- | --------- | ----- |
| 1995-1996 | Coupe UEFA          | Tour préliminaire | Vardar Skopje  | 0 - 2    | 0 - 3     | 0 - 5 |
| 2016-2017 | Ligue Europa        | Premier tour Q    | Qabala FK      | 2 - 1    | 1 - 5     | 3 - 6 |
| 2017-2018 | Ligue des champions | Premier tour Q    | Qarabağ FK     | 0 - 1    | 0 - 5     | 0 - 6 |
| 2018-2019 | Ligue Europa        | Premier tour Q    | Tobol Kostanaï | 0 - 1    | 0 - 2     | 0 - 3 |

Légende
- Victoire ou qualification pour le tour suivant.
- Match nul.
- Défaite ou élimination de la compétition.

## Personnalités du club

### Présidents
- Mikhaïl Ashvetia
- Gia Omanadze

### Entraîneurs
- Giorgi Tsetsadze
- Kakha Kacharava